# エレム・クリモフ
エレム・ゲルマノヴィッチ・クリモフ（ロシア語: Эле́м Ге́рманович Кли́мов, ラテン文字転写: Elem Germanovich Klimov, 1933年7月9日 - 2003年10月26日）は、ロシアの映画監督。

## 人物
全ソ国立映画大学で映画を学び、映画監督のラリーサ・シェピチコと結婚した。監督をつとめた作品は、独ソ戦下、ドイツ国防軍の占領地だったベラルーシを舞台に、戦争の悲しさを強烈に描いた1985年の映画『炎628』のほか、コメディ映画、子供向け映画、歴史映画などの監督もつとめた。

## フィルモグラフィ

### 映画
| 年   | 題名                      | 役割 |
| ---- | ------------------------- | ---- |
| 1975 | ロマノフ王朝の最期 Аго́ния | 監督 |
| 1981 | 別れ Проща́ние             | 監督 |
| 1985 | 炎628 Иди и смотри        | 監督 |